# 熊本県道46号荒尾長洲線
熊本県道46号荒尾長洲線（くまもとけんどう46ごう あらおながすせん）は、熊本県荒尾市から玉名郡長洲町に至る県道（主要地方道）である。

## 概要
荒尾市平山から玉名郡長洲町大字長洲に至る。九州自動車道南関ICから長洲港へのアクセス道路である。

### 路線データ
- 起点：熊本県荒尾市平山（宿北交差点、熊本県道29号荒尾南関線交点、熊本県道・福岡県道124号金山櫟野線上、熊本県道314号平山荒尾線起点）
- 終点：熊本県玉名郡長洲町大字長洲（長洲町西荒神交差点、国道389号交点）

## 歴史
- 1960年（昭和35年） - 熊本県告示により以下の路線が県道として認定される。
  - 長洲野原線：当時の整理番号は94。1972年（昭和47年）頃までに166号となる。
  - 椛野原線：当時の整理番号は133。1972年（昭和47年）頃までに192号となる。
- 1993年（平成5年）5月11日 - 建設省から、県道長洲野原線・県道椛野原線・県道金山三池線の一部が荒尾長洲線として主要地方道に指定される[1]。
- 1994年（平成6年） - 上記告示に基づき県道認定。長洲野原線および椛野原線は廃止された。
- 2022年（令和4年）
  - 3月25日 - 熊本県告示第247号により、荒尾市平山の旧道の県道指定が解除される[2]。
  - 10月12日 - 野原バイパス（1.5 km）が開通する[3]。
- 2025年（令和7年）3月28日 - 熊本県告示第256号により、野原バイパスと並行する旧道の県道指定が解除される[4]。

## 路線状況

### 重複区間
- 熊本県道・福岡県道124号金山櫟野線（荒尾市平山・宿北交差点（起点） - 荒尾市府本）
- 国道208号（荒尾市野原 - 荒尾市野原・野原交差点）

### 道路施設

#### 橋梁
- 府本橋（川登川、荒尾市）
- 新樺橋（菜切川、荒尾市）
- 蛎原橋（菜切川、荒尾市）
- 梅田橋（玉名郡長洲町）

## 地理

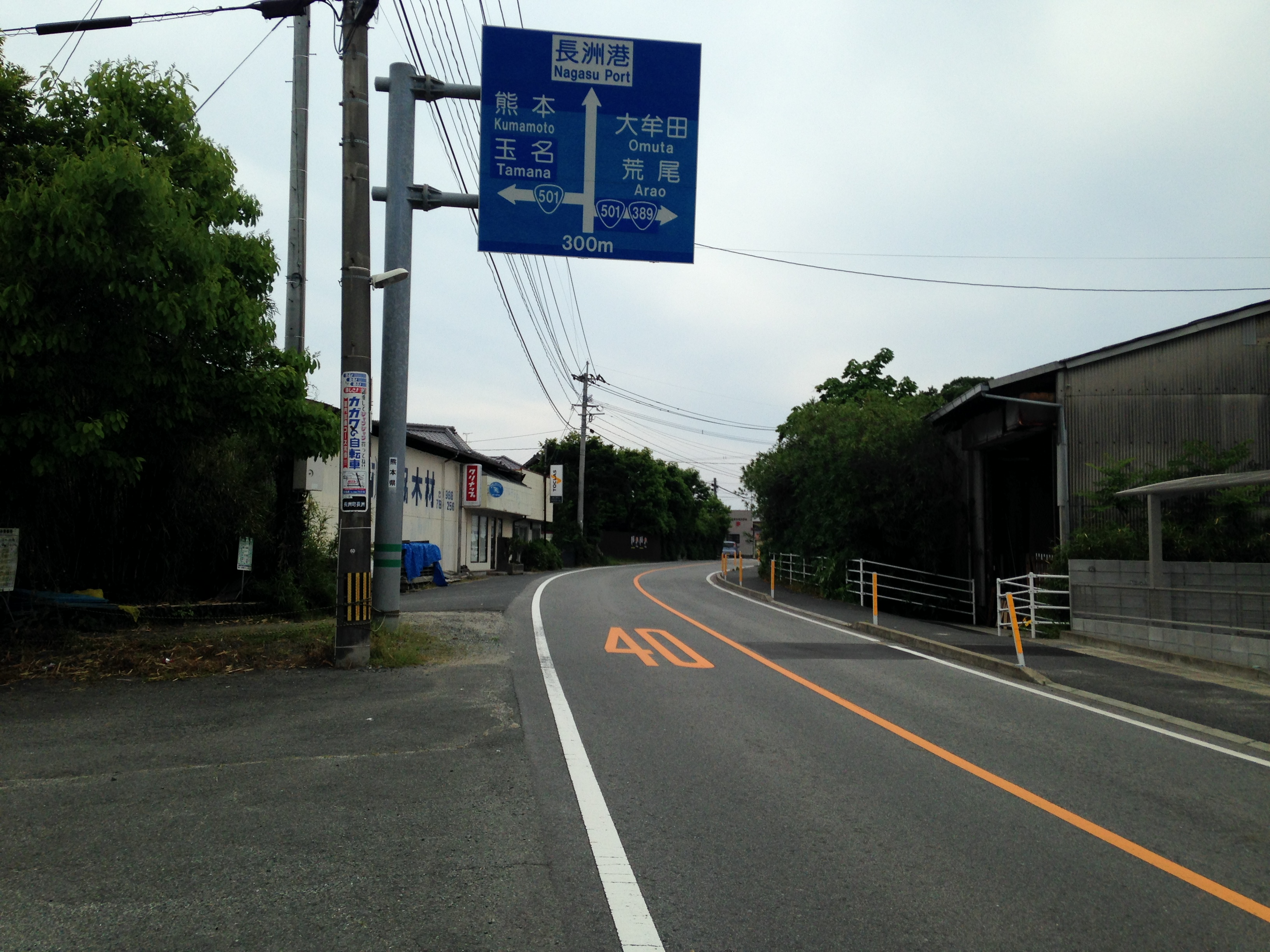
玉名郡長洲町内

### 通過する自治体
- 荒尾市
- 玉名郡長洲町

### 交差する道路
| 交差する道路                                                                                  | 市町村名 | 市町村名 | 交差する場所 | 交差する場所              |
| --------------------------------------------------------------------------------------------- | -------- | -------- | ------------ | ------------------------- |
| 熊本県道29号荒尾南関線 熊本県道・福岡県道124号金山櫟野線 重複区間起点 熊本県道314号平山荒尾線 | 荒尾市   | 荒尾市   | 平山         | 宿北交差点 / 起点         |
| 熊本県道・福岡県道124号金山櫟野線 重複区間終点                                                | 荒尾市   | 荒尾市   | 府本         |                           |
| 玉名広域農道 / 天水オレンジロード                                                             | 荒尾市   | 荒尾市   | 樺           |                           |
| 国道208号 重複区間起点                                                                        | 荒尾市   | 荒尾市   | 野原         |                           |
| 国道208号 重複区間終点                                                                        | 荒尾市   | 荒尾市   | 野原         | 野原交差点                |
| 熊本県道112号長洲玉名線                                                                       | 玉名郡   | 長洲町   | 高浜         | 高浜交差点                |
| 国道389号 国道501号 重複                                                                      | 玉名郡   | 長洲町   | 大字長洲     | 長洲町西荒神交差点 / 終点 |

### 交差する鉄道
- 鹿児島本線

### 沿線
- 筒ヶ岳（小岱山）
- 荒尾市立荒尾第四中学校
- 荒尾市立八幡小学校
- 清里ポンプ所
- JR九州鹿児島本線 長洲駅
- 長洲港